# Le Prisonnier du ciel
Le Prisonnier du ciel (titre original : El prisionero del cielo) est un roman espagnol de Carlos Ruiz Zafón paru en 2011 et publié en français en 2012 chez Robert Laffont dans une traduction de François Maspero.

## Résumé
Au mois de décembre 1957, un inconnu se rend dans la librairie des Sempere pour acheter un exemplaire du Comte de Monte-Cristo et l'offrir ensuite à Fermin Romero de Torres, accompagné d'une lettre plutôt menaçante. Fermin est alors contraint de révéler le lourd secret qu'il a toujours caché. Il raconte ainsi à Daniel Sempere son histoire et les terribles moments qu'il a vécu dans la prison de Montjuïc en 1939 en compagnie du mystérieux David Martin, auteur de la série de romans intitulée La Ville des maudits. 
Dix-huit années se sont écoulées, les ombres de son passé refont surface pour Fermin, quelqu'un crie vengeance. Le Cimetière des livres oubliés n'a pas fini de livrer tous ses secrets ...

## Éditions
Édition originale en espagnol
- (es) Carlos Ruiz Zafón, El prisionero del cielo, Barcelone, Planeta, coll. « Autores españoles e iberoamericanos », 17 novembre 2011, 379 p. (ISBN 978-84-08-10582-4)

Éditions imprimées en français
- Carlos Ruiz Zafón (trad. de l'espagnol par François Maspero), Le Prisonnier du ciel : roman [« El prisionero del cielo »], Paris, Robert Laffont, 8 novembre 2012, 352 p. (ISBN 978-2-221-13102-2, BNF 42798130)
- Carlos Ruiz Zafón (trad. de l'espagnol par François Maspero), Le Prisonnier du ciel [« El prisionero del cielo »], Paris, Pocket, coll. « Pocket » (no 15406), 7 novembre 2013, 377 p. (ISBN 978-2-266-23400-9, BNF 43709168)
- Carlos Ruiz Zafón (trad. de l'espagnol par François Maspero), Le Prisonnier du ciel [« El prisionero del cielo »], Arles, Actes Sud, coll. « Babel » (no 1720), 4 novembre 2020, 384 p. (ISBN 978-2-330-14215-5, BNF 46658905)

Livre audio en français
- Carlos Ruiz Zafón (trad. de l'espagnol par François Maspero), Le Prisonnier du ciel [« El prisionero del cielo »], Paris, Audiolib, 5 décembre 2012 (ISBN 978-2-35641-510-3)Narrateur : Frédéric Meaux ; support : 1 disque compact audio MP3 ; durée : 7 h 47 min environ.